# Phalacrocorax capensis
Phalacrocorax capensis là một loài chim trong họ Phalacrocoracidae.